# Fodor András (költő)
Fodor András (1947-ig: Fodor Andor) (Kaposmérő, 1929. február 27. – Fonyód, 1997. június 27.) Kossuth-díjas magyar költő, esszéíró, könyvtáros.

## Életpályája
Szülei: Fodor József (1885–1943) és Lieber Etelka voltak. Kaposváron érettségizett 1947-ben, gimnáziumi osztályfőnöke Takáts Gyula költő volt, akivel jó barátságba került, s aki pályaválasztására is hatással volt. Még gimnazista volt, amikor első verse megjelent a pécsi Sorsunk című folyóiratban. A budapesti Pázmány Péter Tudományegyetemen folytatta tanulmányait. A híres elitképző, az Eötvös Kollégium tagja lett, ahol Fülep Lajos tanítványa volt. Az Eötvös Kollégiumban barátkozott össze életre szólóan Colin Mason angol zenetudósjelölttel, a későbbi Bartók-kutatóval. Egyetemi évei alatt váltak ismertté versei az Illyés Gyula által szerkesztett Válasz című folyóiratban. 1951-ben kapott könyvtáros és orosz szakos diplomát.
1949-ben a Választ, 1950-ben az Eötvös Kollégiumot is betiltotta a kommunista hatalom. Fodor András 1949–1954 között műfordításai révén maradt kapcsolatban az irodalommal. Versei csak 1954-től jelentek meg újra a Csillag című folyóiratban. 1954–1956 között a folyóirat versrovatának volt a munkatársa. 1957-től szabadfoglalkozású író lett. 1958-ban kiadott második kötetét politikai jellegű bírálat érte, emiatt 2-3 évre újra kiszorult az irodalmi életből. 1959-től az Országos Széchényi Könyvtár Könyvtártudományi és Módszertani Központjának főmunkatársa, az Új Könyvek című időszaki kiadvány alapító szerkesztője. 1973-tól a kaposvári Somogy című folyóirat rovatvezetője, 1983-tól a Kortárs szerkesztője. 1981–1986 között az Magyar Írószövetség alelnöke volt.

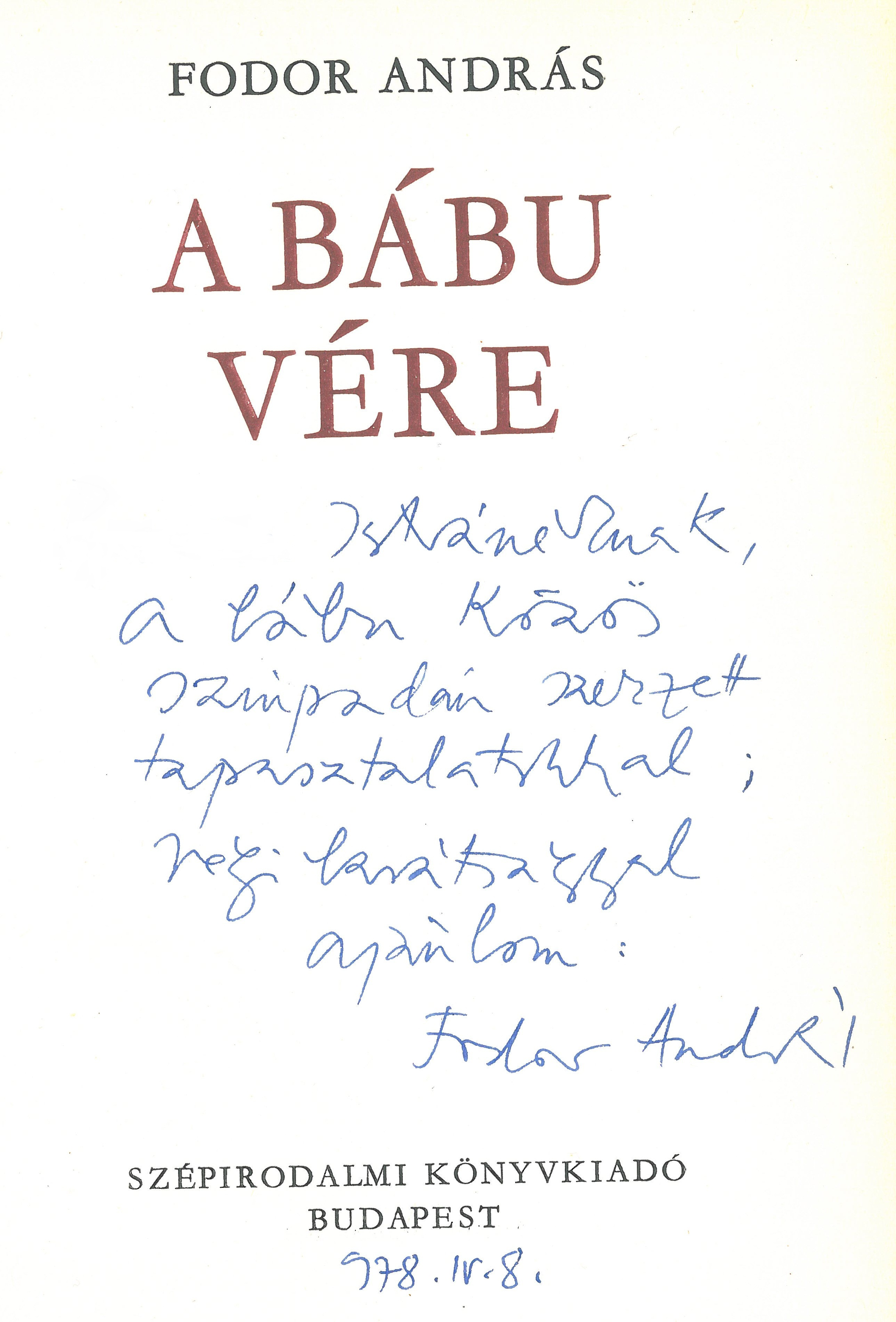
Fodor András "A bábu vére" c. kötetének dedikált címlapja 1978-ból

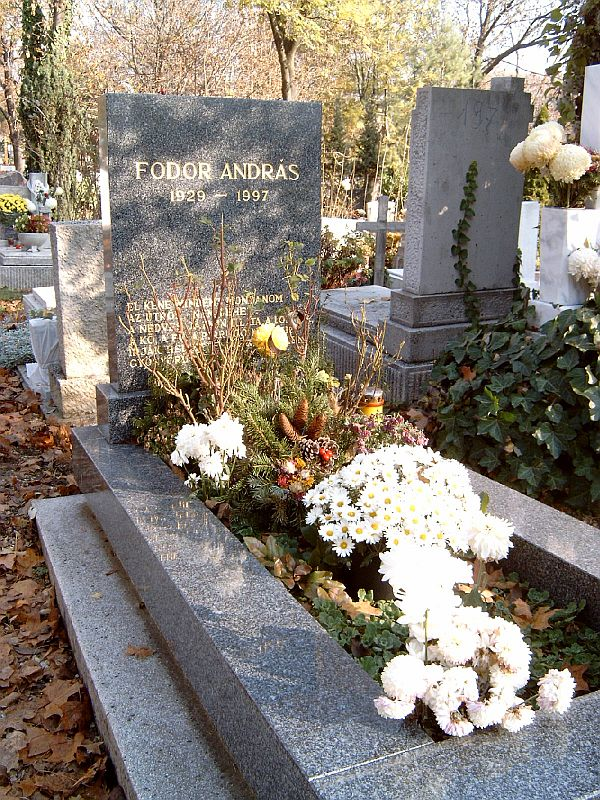
Fodor András sírja Budapesten. Farkasréti temető: 10/1-1-74.

## Magánélete
1953-ban házasságot kötött Mátis Saroltával. Két fiuk született: Dávid (1961) és János (1969).

## Munkássága
Sokoldalú, nagy műveltséggel rendelkező alkotó volt. Elmélyülten foglalkozott a zenével és a képzőművészettel is. Zenéről írt tanulmányai és Igor Stravinskyról szóló könyve mellett 1959–1968 között rendszeresen szervezett zenehallgató és zeneértelmező esteket, ahol Bartók Béla, Igor Stravinsky, Anton Webern, Witold Lutosławski és a kortárs magyar szerzők műveit éppúgy sorra vette, mint az akkor nehezen hozzáférhető Edgard Varèse-, Olivier Messiaen-, John Cage-, Karlheinz Stockhausen-, Iannis Xenakis-műveket. Évtizedeken át szervezte a budapesti FÉSZEK Művészklub irodalmi és társművészeti estjeit.

## Művei
- Hazafelé; Magvető, Bp., 1955
- Józan reggel (versek, 1958)
- Tengerek, dombok (versek, 1961)
- Fordul az ég (versek, 1964)
- Arcom útjai (versek, 1967)
- A csend szólítása (válogatott versek, 1969)
- Másik végtelen (versek, 1971)
- Szólj költemény. József Attila élete és költészete (tanulmány, 1971)
- Kettős rekviem; Szépirodalmi, Bp., 1973 (Mikrokozmosz füzetek)
- A nemzedék hangján (tanulmány, 1973)
- Könyvtárosok véleménye az "Új Könyvek"-ről; OSZK Könyvtártudományi és Módszertani Központ; Bp., 1973
- A barátság bére (versek, 1974)
- Igor Stravinsky (tanulmány, 1976)
- Pályakezdő költők, 1-2.; szerk. Fodor András; Magyar Írók Szövetsége, Bp., 1976–1981
- A barátság bére. Tizenkét vers; Megyei Könyvtár, Békéscsaba, 1977
- Vallomások Bartókról (esszék, versek, 1978)
- A bábu vére (versek, 1978)
- Kélt újra jel. Válogatott versek. 1947–1977; Szépirodalmi, Bp., 1979
- Futárposta (esszék, 1980)
- Így élt József Attila (életrajz, 1980)
- Magunkat zengeni (versek, 1980)
- Drugata bezkrajnoszt (válogatott versek bolgár nyelven, 1981)
- Kőnyomat (versek, 1982)
- Magyar szépirodalom. 1945–1979; összeáll., szerk. Simon Zoltán nyomán Fodor András, Táborossy Zoltán, Vajda Kornél; NPI–OSZK KMK, Bp., 1982 (Könyvtári kis tükör)
- Szó, zene, kép (válogatott és új esszék, 1983)
- Somogyi krónika, szövegtervezet egy oratóriumhoz (összeállította, 1984)
- Reményfutam (versek, 1985)
- Ezer este Fülep Lajossal, 1-2.; Magvető, Bp., 1986
- Sárközi lány; s.n., s.l., 1986
- Elveszett évszak (versek, 1987)
- ABC. Csoóri Sándor, Fodor András, Horgas Béla, Márton László, Rákos Sándor versei. Szántó Tibor tipografikái; Kner Ny., Gyoma, 1988
- Pünkösdi hírnök. Válogatott versek, 1944–1987; Magvető, Bp., 1989
- Szülöttem föld (visszaemlékezések, tanulmányok, kritikák, 1990)
- A Kollégium. Napló, 1947–1950; Magvető, Bp., 1991
- Meggyfa (versek, 1992)
- A révkalauz lámpái (esszék, 1994)
- A hetvenes évek, 1-3.; Helikon, Bp., 1995–1996
  - Napló 1970–1972
  - Napló 1973–1974
  - Napló 1975–1979
- Tóth László: Szó és csend. Tizenegy beszélgetés. Csiki László, Fodor András, Géczi János, Kukorelly Endre, Petőcz András, Somlyó György, Tornai József, Tőzsér Árpád, Vasadi Péter, Vörös István, Zalán Tibor; JAMK–Új Forrás Szerk, Tatabánya, 1996 (Új Forrás könyvek)
- Megyek magam (versek, 1996)
- Cingár Herkules. Emlékezés Fábián Zoltánra (szerkesztette: Mátis Líviával, 1996)
- Szomjúság zenére (esszék, 1997)
- Fodor András és Barcs János költők levelezése, 1967–1997; sajtó alá rend., szerk. Barcs János; Uránusz, Bp., 2000
- A somogyi diák. Napló 1945–1947; Pro Pannonia, Pécs, 1999 (Pannónia könyvek)
- Kései rádöbbenés (hátrahagyott versek, 2001)
- "... hűséges baráti ölelésemet küldöm...". Csorba Győző és Fodor András levelezése, 1947–1994; összeáll., jegyz., utószó Pintér László, előszó Tüskés Tibor; Pro Pannonia, Pécs, 2005 (Pannónia könyvek)
- Veress Sándor László; szöv. Fodor András, Gerzson Pál, Wehner Tibor; Paletta, Bp., 2005
- Fodor András és Takáts Gyula levelezése, 1948–1997; jegyz., névmutató, szerk. Pintér László, előszó Tüskés Tibor; Pro Pannonia, Pécs, 2007 (Pannónia könyvek)
- Fodor András és Tüskés Tibor levelezése I. (2008)
- Fodor András és Tüskés Tibor levelezése II. (2008)
- Fodor András és Tüskés Tibor levelezése III. (2008)
- Különös szép hajsza (összegyűjtött versek I., 1946–1976, 2013)
- A párbeszéd oltalma (összegyűjtött versek II., 1977–1997, 2013)
- Kulcsolt vállak tengelye (összegyűjtött esszék I.) (2014)
- Megfejtett párhuzamok (összegyűjtött esszék II.) (2015)
- Utam a zenéhez (összegyűjtött esszék III.) (2016)
- Egy film hiányzó képei (összegyűjtött esszék IV.) (2018)

## Műfordításai

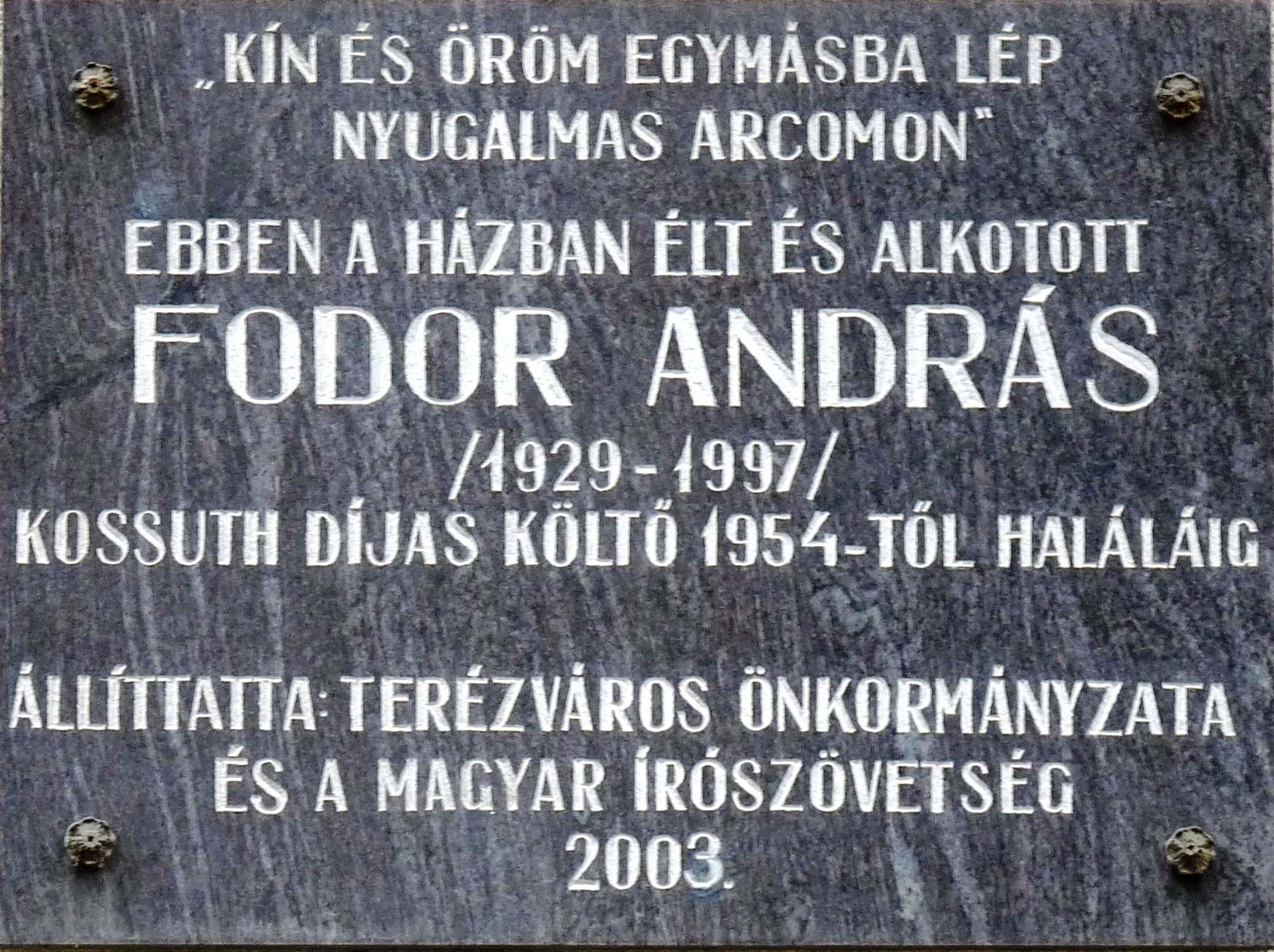
Emléktáblája egykori lakhelyén (VI. ker., Révay köz 4)

- A. Sz. Puskin: Ruszlán és Ludmíla (1950)
- Sz. J. Marsak: Kulipintyó (1953)
- Sz. J. Marsak: Erdei vendég (1955)
- H. W. Longfellow: Hiawata (1958)
- N. A. Nyekraszov válogatott versei (1958)
- Konstantin Biebl versei (1959)
- Napraforgó. Válogatott versfordítások; Magvető, Bp., 1967
- Pejo Javorov: A kék köd órájában (1970)
- Tadeusz Różewicz: Megmenekült (1972)
- Atanasz Dalcsev: Őszi hazatérés (1974)
- A. T. Tvardovszkij: Konok emlék (1975)
- Philip Larkin: Nászi szél (1980)
- Mezsgyék. Válogatott versfordítások; Magvető, Bp., 1980
- Derek Mahon: A tenger télen (1992)
- Jelkereső. Külföldi költők Swinsburne-től Saarikosig; Felsőmagyarország, Miskolc, 1998

## Díjai, kitüntetései
- József Attila-díj (1956, 1973, 1981)
- Cirill és Metód-díj (1974)
- A Munka Érdemrend ezüst fokozata (1974)
- Radnóti-díj (1975)
- SZOT-díj (1983)
- Budapest Főváros Művészeti Díja (1986)
- Puskin-díj (1987)
- A Magyar Népköztársaság aranykoszorúval díszített Csillagrendje (1989)
- Az Év Könyve jutalom (1991)
- Kossuth-díj (1992)
- Péterfi-plakett (1994)
- Magyar Örökség díj (1999) (posztumusz)